# Claus Guth

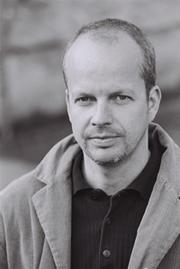
Claus Guth (2006)

Claus Guth (* 1964 in Frankfurt am Main) ist ein deutscher Theaterregisseur, der vor allem im Bereich Musiktheater erfolgreich ist.
Claus Guth studierte Philosophie, Germanistik und Theaterwissenschaft an der Ludwig-Maximilians-Universität in München, später Theater- und Opernregie bei Cornel Franz an der Hochschule für Musik in München.

## Inszenierungen im Bereich zeitgenössisches Musiktheater
Claus Guth begann seine Laufbahn als vor allem für zeitgenössische Werke gefragter Regisseur. Seit 1990 inszenierte er eine Reihe von Uraufführungen – im Rahmen der Münchener Biennale u. a. The Mother of Black Winged Dreams von Hanna Kulenty (in Koproduktion mit der Hamburgischen Staatsoper), 1996, Chaya Czernowins Pnima…ins Innere und zuletzt Berenice von Johannes Maria Staud (2004; Libretto: Durs Grünbein, in Koproduktion mit dem Staatstheater am Gärtnerplatz). 1995 inszenierte er El Cimarrón von Hans Werner Henze in Atlanta, USA. Weitere Uraufführungen zeitgenössischer Werke des Musiktheaters führten Claus Guth u. a. zu den Salzburger Festspielen (Cronaca del luogo von Luciano Berio, 1999), ans Theater Basel (Schwarzerde von Klaus Huber, 2001, sowie Unsichtbar Land von Helmut Oehring und Henry Purcell, 2006), sowie an die Dresdner Semperoper (Celan von Peter Ruzicka, UA 2001). 2003 inszenierte er am Staatstheater am Gärtnerplatz in München die Uraufführung der Oper Das Beben von Awet Terterjan. Die Zusammenarbeit mit Helmut Oehring setzt sich 2013 mit SehnSuchtMEER oder Vom Fliegenden Holländer (Deutsche Oper am Rhein) und AscheMOND oder THE FAIRY QUEEN an der Staatsoper Unter den Linden im Schiller-Theater Berlin fort. 2019 kam die Weltpremiere der Oper Heart Chamber von Chaya Czernowin an der Deutschen Oper Berlin hinzu.

## Weitere Inszenierungen
Am Nationaltheater Mannheim inszenierte Claus Guth Giuseppe Verdis La traviata, in Dortmund Otello und in Nürnberg Igor Strawinskijs The Rake’s Progress. Im Münchner Prinzregententheater inszenierte er 2001 als gemeinsames Projekt aller Studiengänge der Bayerischen Theaterakademie August Everding King Arthur von Henry Purcell. Am Staatstheater am Gärtnerplatz in München entstanden Inszenierungen von Albert Lortzings komischer Oper Der Wildschütz (1998) – diese Aufführung wurde vom Bayerischen Rundfunk für das Fernsehen aufgezeichnet -; außerdem 2001 Werner Egks Der Revisor, sowie 2002 Wagners Jugendwerk Das Liebesverbot (in Koproduktion mit der Bayerischen Theaterakademie August Everding) und 2007 In mir klingt ein Lied. Eine Operetten-Topographie (in diesem Projekt beschäftigte sich Claus Guth erstmals mit dem Genre der Operette).
2004 erarbeitete der inzwischen zu einem der prominentesten Vertreter der jüngeren Generation avancierte Regisseur am Theater Basel Rossinis Der Barbier von Sevilla (später auch in Düsseldorf und München zu sehen), nachdem er dort schon mit Wagners Tannhäuser und Webers Freischütz (2003) Erfolge gefeiert hatte. 2005 interpretierte er bei den Wiener Festwochen Mozarts Lucio Silla (im Theater an der Wien). Am 28. Mai 2007 hatte Guths Neuinszenierung von Verdis Luisa Miller in der Bayerischen Staatsoper in München Premiere. Damit feierte Claus Guth sein Debüt an der meistbespielten Bühne der Welt. Kontinuierlich arbeitete Claus Guth während der Intendanz von Alexander Pereira am Opernhaus Zürich. Nach Iphigénie en Tauride (2001) entstanden dort Fierrabras von Franz Schubert (musikalische Leitung: Franz Welser-Möst, 2003), Ariane et Barbe-Bleue von Paul Dukas (2005), Ariadne auf Naxos (2006) von Richard Strauss sowie die Wagner-Opern Tristan und Isolde (2008) und Parsifal (2011).
Seit der Uraufführung von Berios Cronaca del luogo 1999 ist Claus Guth regelmäßig bei den Salzburger Festspielen tätig: 2000 inszenierte er Glucks Iphigénie en Tauride (2001 auch am Opernhaus Zürich und 2002 am Staatstheater Darmstadt). Im Mozart-Jahr 2006 entstand eine Neuinszenierung von Mozarts Le nozze di Figaro (musikalische Leitung: Nikolaus Harnoncourt) sowie eine Aufführung von Mozarts Fragment Zaide in Kombination mit dem Werk Adama der israelischen Komponistin Chaya Czernowin (letzteres als Uraufführung eines Auftragswerks, zu dem Claus Guth den Anstoß gegeben hatte). In den folgenden Jahren inszenierte Claus Guth bei den Salzburger Festspielen auch die beiden anderen Da Ponte-Opern Mozarts (Don Giovanni, 2008, sowie Così fan tutte, 2009). Alle drei Mozart-Da-Ponte-Inszenierungen standen jeweils mehrere Jahre lang auf dem Spielplan der Salzburger Festspiele und wurden kontinuierlich weiter entwickelt. Die Inszenierung des Don Giovanni wurde 2012 auch an der Staatsoper Unter den Linden in Berlin gezeigt.
2003 debütierte Claus Guth mit Der fliegende Holländer bei den Bayreuther Festspielen. Seither hat er alle Wagner-Opern des Bayreuther Kanons inszeniert: 2007 Die Meistersinger von Nürnberg an der Semperoper Dresden (diese Inszenierung wurde auch am Gran Teatre del Liceu in Barcelona gezeigt), 2008 Tristan und Isolde am Opernhaus Zürich (auch an der Deutschen Oper am Rhein in Düsseldorf gezeigt); von 2008 bis 2010 erarbeitete Guth zusammen mit der Hamburger Generalmusikdirektorin Simone Young eine Neuinszenierung von Richard Wagners Der Ring des Nibelungen; im Juni 2010 folgte Tannhäuser und der Sängerkrieg auf Wartburg an der Wiener Staatsoper (dieses Werk hatte er bereits am Theater Basel 2002 erstmals inszeniert); 2011 hatte Guths Inszenierung des Parsifal am Gran Teatre del Liceu in Barcelona Premiere (koproduziert mit dem Opernhaus Zürich, wo die Aufführung im selben Jahr unter der musikalischen Leitung von Daniele Gatti zu erleben war). Den Abschluss machte eine Neuinszenierung des Lohengrin zur Inaugurazione der neuen Spielzeit an der Mailänder Scala am 7. Dezember 2012 unter der musikalischen Leitung von Daniel Barenboim.
Einen Schwerpunkt bilden Inszenierungen der Werke von Richard Strauss. So entstanden u. a. Ariadne auf Naxos (zuerst 1996 in Bremen, dann 2006 in einer Neuinszenierung am Opernhaus Zürich), Daphne an der Oper Frankfurt (2010; diese Inszenierung brachte Claus Guth den Deutschen Theaterpreis Der Faust ein) sowie Die Frau ohne Schatten an der Mailänder Scala (2012, musikalische Leitung: Daniel Barenboim; 2014 auch am Royal Opera House Covent Garden in London unter der musikalischen Leitung von Semyon Bychkov). Eine regelmäßige Zusammenarbeit verbindet den Regisseur mit dem Theater an der Wien. Im Jahr 2009 brachte er hier Georg Friedrich Händels Messiah in einer szenischen Fassung auf die Bühne. Die Bibeltexte des Oratoriums verbanden sich mit einer hinzuerfundenen Handlung; die Chöre (gesungen vom Arnold Schoenberg Chor) verbanden sich mit einer stark stilisierten Choreographie, als weitere Ebenen traten ein Tänzer (Paul Lorenger, mit dem Claus Guth eine langjährige Zusammenarbeit verbindet) und eine gehörlose Darstellerin (Nadia Kichler) hinzu, die sich in der Gebärdensprache ausdrückte. Die Aufführung wurde vom ORF aufgezeichnet und ist auch auf DVD erschienen. Weitere Arbeiten am Theater an der Wien: Ein Zyklus der vollständig erhaltenen Werke von Claudio Monteverdi, der 2011 mit L’Orfeo begann, sich 2012 mit Il ritorno d’Ulisse in patria fortsetzte und 2015 mit L’incoronazione di Poppea abgeschlossen werden soll. Im Dezember 2013 erarbeitete er am Theater an der Wien ein weiteres Oratorium in szenischer Fassung: Das Fragment gebliebene Religiöse Drama Lazarus von Franz Schubert, ergänzt mit weiteren Vokalwerken von Schubert sowie Instrumentalwerken von Charles Ives.
Im November 2012 inszenierte Claus Guth Claude Debussys Pelléas et Mélisande an der Oper Frankfurt. Für diese Inszenierung wurde er 2013 – nach 2010 für Strauss’ Daphne bereits zum zweiten Mal – mit dem Deutschen Theaterpreis Der Faust in der Kategorie Beste Regie Musiktheater ausgezeichnet.
Seit Jahren verbindet Claus Guth eine enge künstlerische Zusammenarbeit mit dem Bühnen- und Kostümbildner Christian Schmidt. Außerdem arbeitet er mit dem Choreographen Ramses Sigl zusammen. 

## Privates
Claus Guth lebt in München und hat drei Kinder. Sein Vater Wilfried Guth war Vorstandssprecher und späterer Aufsichtsratsvorsitzender der Deutschen Bank.

## Auszeichnung
- 2013: International Opera Award (Nominierung)